# ایگور لدیاخوف
ایگور لدیاخوف (روسی: Игорь Анатольевич Ледяхов؛ زادهٔ ۲۲ مهٔ ۱۹۶۸) یک بازیکن فوتبال و سرمربی اهل اتحاد جماهیر سوسیالیستی شوروی است.
از باشگاه‌هایی که در آن بازی کرده‌است می‌توان به باشگاه فوتبال دنیپرو دنیپروپتروفسک، ایبار، اسپورتینگ گیخون، اسپارتاک مسکو، یوکوهاما مارینوس و تیم ملی فوتبال شوروی اشاره کرد.
وی همچنین در تیم ملی فوتبال روسیه بازی کرده‌است.